# Нохуркышлаг
Нохуркышлаг (азерб. Nohurqışlaq) — село в Габалинском районе Азербайджана, административный центр Нохургышлагского муниципалитета. Расположено на берегу реки Дамир-Апаранчай, в 6 км к югу от районного центра Габалы.

## Этимология
Слово Нохур (Ноур) с азербайджанского языка означает «озеро».

## История
Нохуркышлаг основан в середине XIX века выходцами из села Вандам.
В Памятной книжке Елисаветпольской губернии на 1910 год упоминается отсёлок села Вандам Новуръ-Кишлагъ Вандамского сельского общества. Всё население обозначается как «татары»-сунниты (азербайджанцы-сунниты).

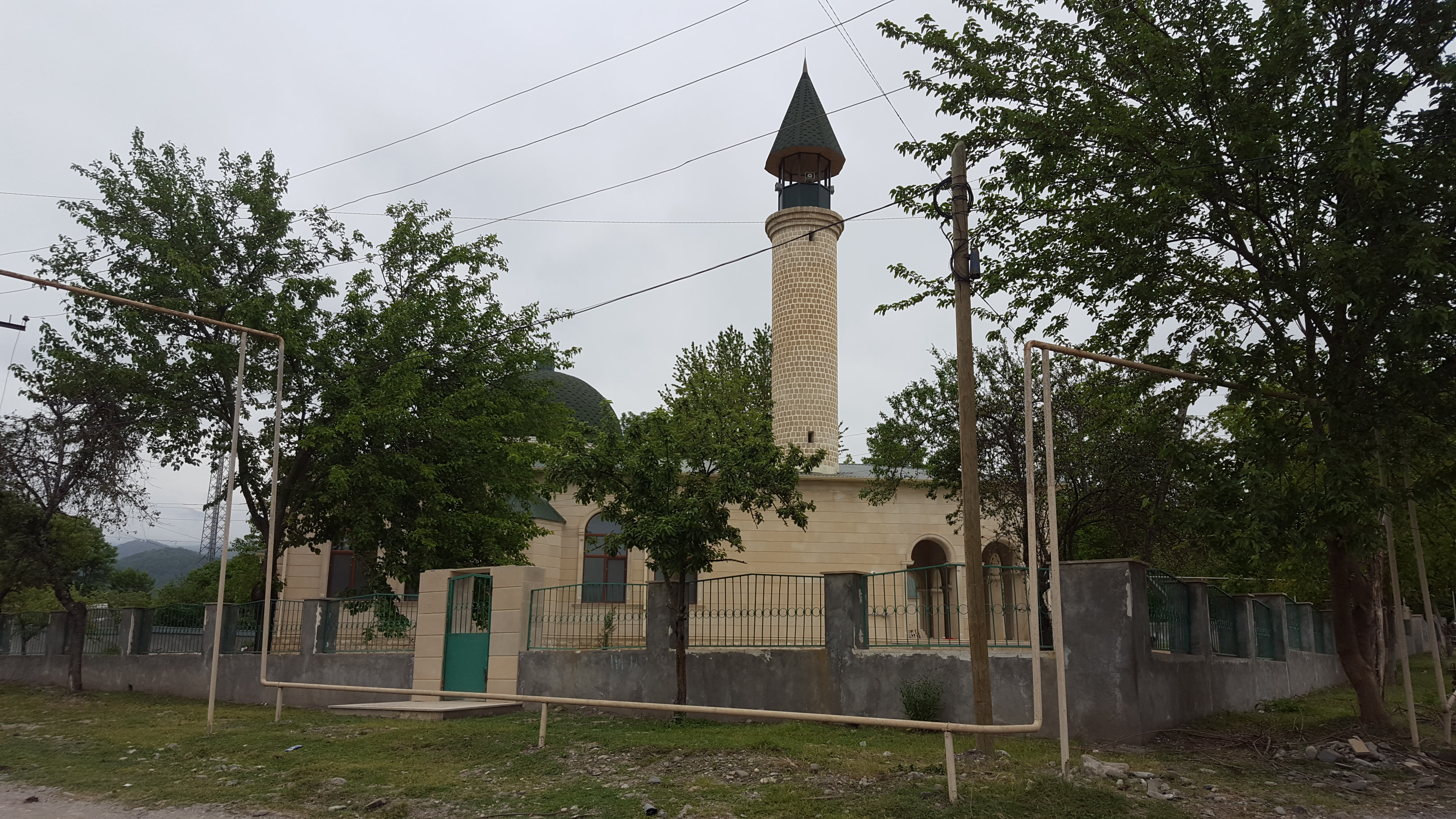
Сельская мечеть

Согласно результатам Азербайджанской сельскохозяйственной переписи 1921 года в селе Новур-Кишлаг (название по источнику) было 110 хозяйств, население численностью 583 человека — тюрки-азербайджанцы (то есть азербайджанцы).
По материалам издания «Административное деление АССР», подготовленным в 1933 году Управлением народно-хозяйственного учёта Азербайджанской ССР (АзНХУ), по состоянию на 1 января 1933 года Нохуркышлаг входил в Вандамский сельсовет Куткашенского района Азербайджанской ССР. В селе на то время проживало 688 человек (176 хозяйств), среди которых было 344 мужчины и 344 женщины. Национальный состав Вандамского сельсовета, состоял преимущественно из тюрок (азербайджанцев) — 98,2 %.
По сведениям на 1983 год в Нохуркышлаге проживали  2022 человека. Население было занято разведением зерновых, животноводством, табаководством. В селе имелись средняя школа, клуб, детский сад, фельдшерский пункт.

### Известные уроженцы
Уроженцем Нохуркышлага является Бахруз Забит оглы Абушов — майор азербайджанской армии. Участник второй Карабахской войны.